# Skyforger (album)
Skyforger è il nono album del sestetto finlandese Amorphis, prodotto nel 2009. Questo album chiude la trilogia di album ispirati dal Kalevala, poema finnico nazionale.
Tutti i testi sono stati scritti da Pekka Kainulainen e tradotti da Erkki Virta.

## Tracce
1. Sampo – 6:08
2. Silver Bride – 4:13
3. From the Heaven of My Heart – 5:20
4. Sky is Mine – 4:20
5. Majestic Beast – 4:19
6. My Sun – 4:04
7. Highest Star – 4:44
8. Skyforger – 5:15
9. Course of Fate – 4:15
10. From Earth I Rose – 5:04
11. Godlike Machine (Digipack Bonus Track) – 5:18

## Formazione
- Tomi Joutsen - voce
- Tomi Koivusaari - chitarra ritmica e cori
- Esa Holopainen - chitarra solista e cori
- Santeri Kallio - tastiere
- Niclas Etelävuori - basso
- Jan Rechberger - batteria

### Ospiti
- Marco Hietala - cori
- Sakari Kukko - flauto